# NGC 5847
NGC 5847 је спирална галаксија у сазвежђу Девица која се налази на NGC листи објеката дубоког неба.
Деклинација објекта је + 6° 22' 47" а ректасцензија 15h 6m 22,2s. Привидна величина (магнитуда) објекта NGC 5847 износи 14,9 а фотографска магнитуда 15,7. NGC 5847 је још познат и под ознакама MCG 1-38-30, CGCG 48-120, IRAS 15039+0633, PGC 53928.